# Spica Ines
Spica Ines (Ines) је кућни рачунар фирме Spica који је почео да се производи у Словенији током 1980-их година.
Користио је Zilog Z80 A микропроцесорску јединицу а RAM меморија рачунара је имала капацитет од 16k или 48k. 

## Детаљни подаци
Детаљнији подаци о рачунару Ines су дати у табели испод.
|                       |                                                                            |
| [ 1 ]                 |                                                                            |
| Произвођач            |                                                                            |
| Тип                   | кућни рачунар                                                              |
| Меморија              | 16k или 48k                                                                |
| Поријекло             | Словенија                                                                  |
| Година                | 198?                                                                       |
| Тастатура             | пуни помак тастера, 85 тастера са нумеричком тастатуром и тастерима смјера |
| Процесор              |                                                                            |
| Фреквенција процесора | 3,5                                                                        |
| RAM                   | 16k или 48k                                                                |
| ROM                   | 16k (Basic + OS)                                                           |
| Текст                 | 32 x 24                                                                    |
| Графика               | 256 x 192                                                                  |
| Боја                  | 8 са два тона свака (нормално и свијетло)                                  |
| Звук                  | 1 глас / 10 октава (мали звучник)                                          |
| Димензије             | 42 (ширина) x 24 (дубина) x 7,5 (висина)                                   |
| Портови               |                                                                            |
| Оперативни систем     |                                                                            |